# Paterskerk (Groningen)
De Paterskerk of Onze Lieve Vrouw Onbevlekt Ontvangenkerk was een kerk in Groningen die tot 1962 aan de Gelkingestraat 17 stond. De kerk werd gebouwd in 1888 naar ontwerp van Nicolaas Molenaar sr., een leerling van P.J.H. Cuypers. Na het instellen van het bisdom Groningen in 1956 werd de kerk gesloten en kwam leeg te staan. In 1962 werd het gebouw gesloopt.

## Achtergrond
Na de Reductie van Groningen was in de stad Groningen geen plaats meer voor de Rooms-Katholieke Kerk. Alle kerkgebouwen werden overgenomen door de Nederlandse Hervormde Kerk. Dat betekende niet dat er in Groningen geen katholieken meer waren, zij moesten hun geloof echter voornamelijk in beslotenheid belijden. De zielzorg werd verzorgd door rondtrekkende priesters, vaak paters verbonden aan een kloosterorde.
De Jezuïeten waren een van die ordes. Naast zielzorg was de orde vooral gedreven door het streven naar verantwoord onderwijs. De orde had al in de zestiende eeuw geprobeerd een school in Groningen te stichten, maar was daar door de Reductie niet in geslaagd. In de negentiende eeuw, na het herstel van de bisschoppelijke hiërarchie in 1853, vestigde de orde zich opnieuw in Groningen. In eerste instantie betrok de orde in 1856 een pand aan het Damsterdiep. Kort daarna kocht de orde een perceel tussen de Herestraat en de Gelkingestraat.

## De kerk
De katholieken in Groningen hadden in 1821 de middeleeuwse Broerkerk terug gekregen als eerste openbare kerk. Deze voldeed echter nauwelijks aan de behoefte. De gelijkstelling van 1853 zorgde voor een nieuw elan, dat in Groningen aan het eind van de negentiende eeuw zowel de Jozefkerk, de Paterskerk als de Martinuskerk deed bouwen.
De kerk van de Jezuïeten, gewijd aan Onze Lieve Vrouwe, was een neogotische kruisbasiliek met een galerij boven de zijbeuken. Aan de voorzijde, aan de Gelkingestraat, had de kerk twee kleine hoektorentjes. Het ontwerp leek in bepaalde opzichten op hetgeen Pierre Cuypers kort daarvoor toepaste bij de Sint-Augustinuskerk in Nijmegen: Zo werden ook in de Paterskerk tribunes boven de zijbeuken gemaakt om veel meer zitplaatsen te creëren en ook het naast elkaar toepassen van rondbogen en spitsbogen werd eerder in de Sint-Augustinuskerk al toegepast.

## Sloop
De Jezuïeten slaagden er nog wel in om hun onderwijsroeping uiteindelijk vorm te geven door de stichting van de middelbare school het St. Maartenscollege in het nabijgelegen Haren, maar zij konden niet voorkomen dat de Paterskerk gesloten moest worden. De kerk was een Rectoraatskerk en bedreef zielzorg dwars door de parochiegrenzen heen, hetgeen decennialang problemen opleverde. Vanaf 1932 is geprobeerd hiervoor een modus te vinden, maar dat lukte toen niet. Bij de instelling van het bisdom in 1956 ontstond een situatie waarbij een oplossing bestuurlijk mogelijk werd. De nieuwe bisschop voerde een reorganisatie van de katholieke zielzorg in de binnenstad door, waarbij de Jezuïeten naar de bestaande St. Jozefkerk konden verhuizen en de Paterskerk kon worden gesloten.
Door die keuze kwam de Paterskerk leeg te staan, hetgeen in 1962 uiteindelijk tot sloop van de kerk leidde.

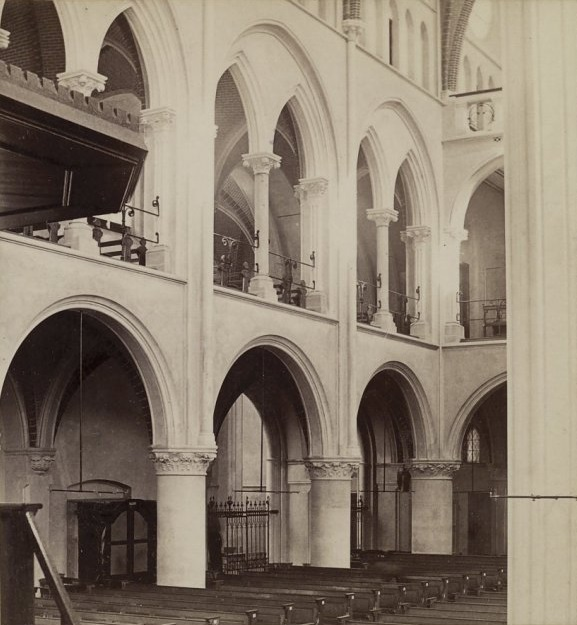
Interieur (1887)
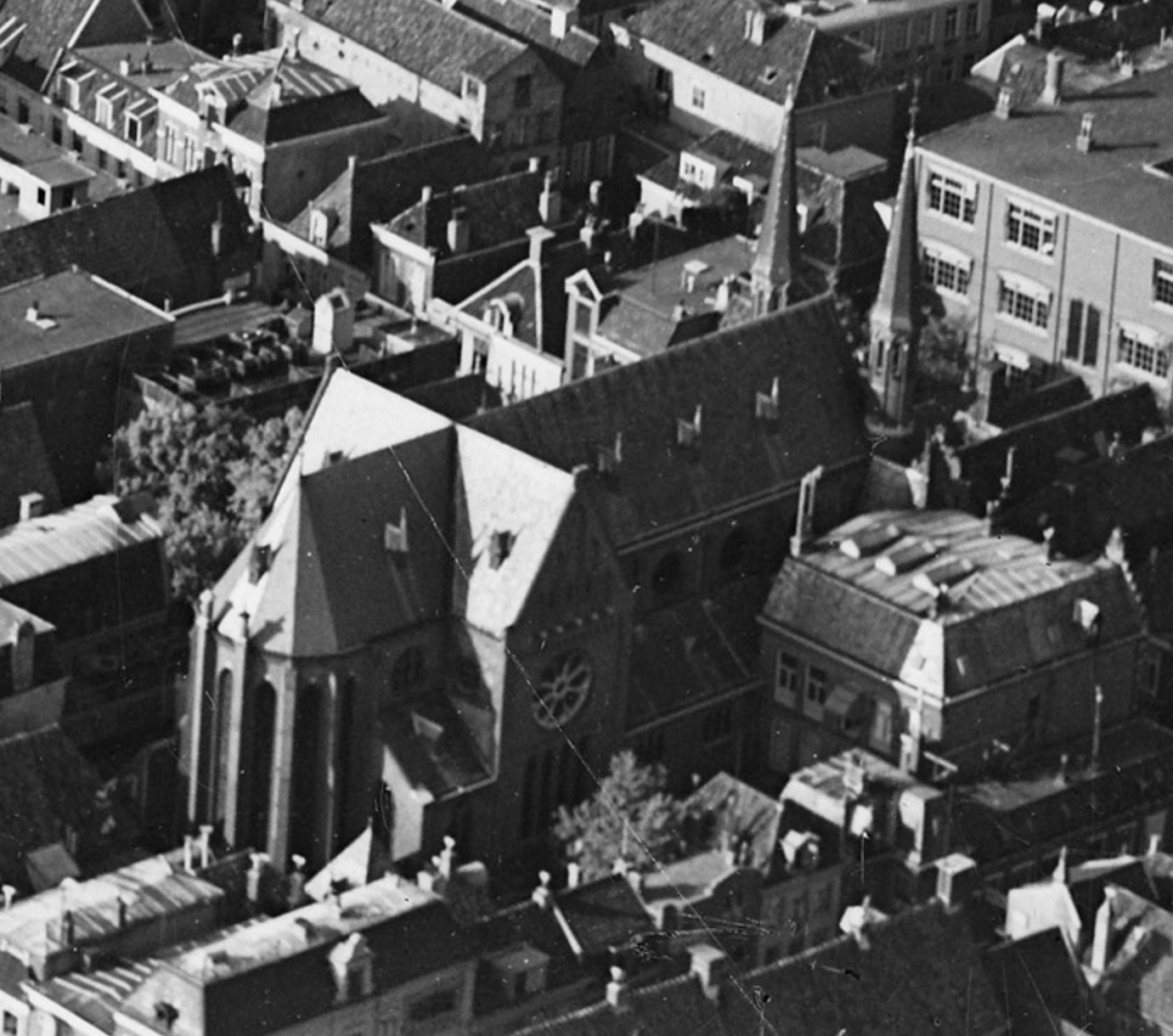
Het gebouw gezien vanaf de achterzijde op een vooroorlogse luchtfoto